# Tmeticus bipunctis
Tmeticus bipunctis är en spindelart som först beskrevs av Friedrich Wilhelm Bösenberg och Embrik Strand 1906.  Tmeticus bipunctis ingår i släktet Tmeticus och familjen täckvävarspindlar. Inga underarter finns listade i Catalogue of Life.